# Rádiótávcső
A rádiótávcső (rádióteleszkóp) a rádióhullámok tartományába tartozó elektromágneses sugárzás összegyűjtésére és segítségükkel távoli objektumok megfigyelésére szolgáló, jellemzően a csillagászatban (melynek a rádiótartománnyal foglalkozó ága a rádiócsillagászat) használt eszköz, egyfajta irányított rádióantenna. Felépítése hasonlít a rádiólokátorokéra, azzal a különbséggel, hogy a rádiólokátor a saját maga által kibocsátott rádióhullámok visszavert sugárzását érzékeli, a rádiótávcső viszont nem sugároz ki rádióhullámokat. (Néhány rádiótávcső használható közelebbi objektumok megfigyelésére rádiólokátorként is.) A rádióhullámok nagyobb hullámhossza a visszaverő felület egyszerűbb, kisebb pontosságú megmunkálását, így a hagyományos teleszkópoknál lényegesen nagyobb méretű rádiótávcsövek építését teszi lehetővé, ami a többi távcsőénél lényegesen nagyobb érzékenységet és szögfelbontást biztosít.
A 305 méter átmérőjű Arecibói rádiótávcsövet Puerto Ricón egy völgy beépítésével hozták létre, és jellegénél fogva csak a zenit 20°-os környezetében lévő objektumok megfigyelésére alkalmas.  A szovjet RATAN–600 távcső 500 méter átmérőjén belül több, kisebb visszaverő elem helyezkedik el, melyek helyzetét egyenként beállítva verik a rádiósugárzást a középpontban található érzékelőbe. A legnagyobb, szabadon forgatható antennájú rádiótávcső a németországi Effelsbergi rádiótávcső, melynek antennája 100 méter átmérőjű.
A rádiótávcsövek esetén a legkönnyebb alkalmazni az interferometriát, ilyenkor több, egymástól távol fekvő távcső jeleit adják megfelelően össze, így olyan felbontású képet kapnak, mint amekkorát egy, a távcsőrendszer méretével megegyező méretű távcsővel kapnának.

## Képgaléria

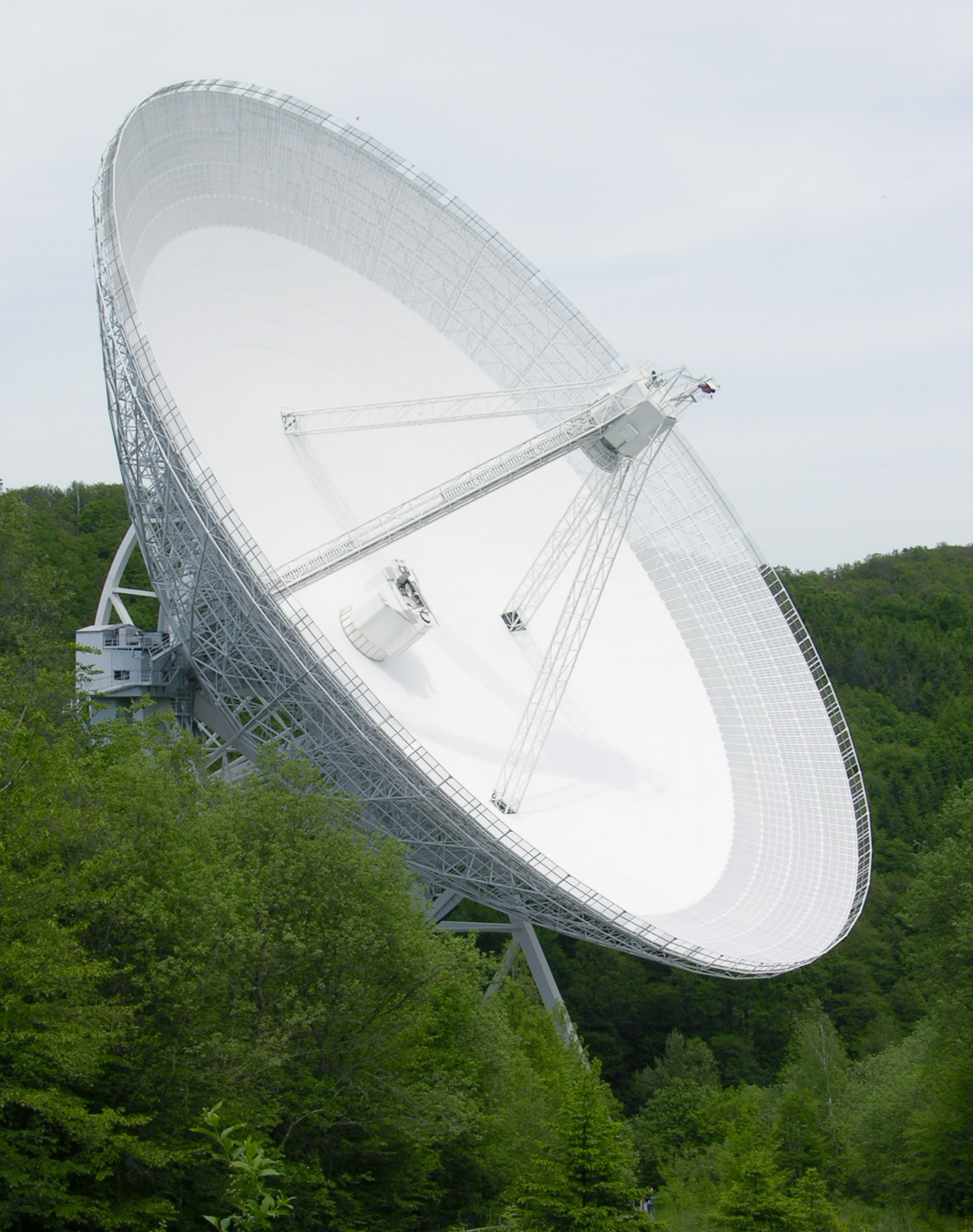
Az Effelsbergi rádiótávcső 100 m átmérőjű antennája
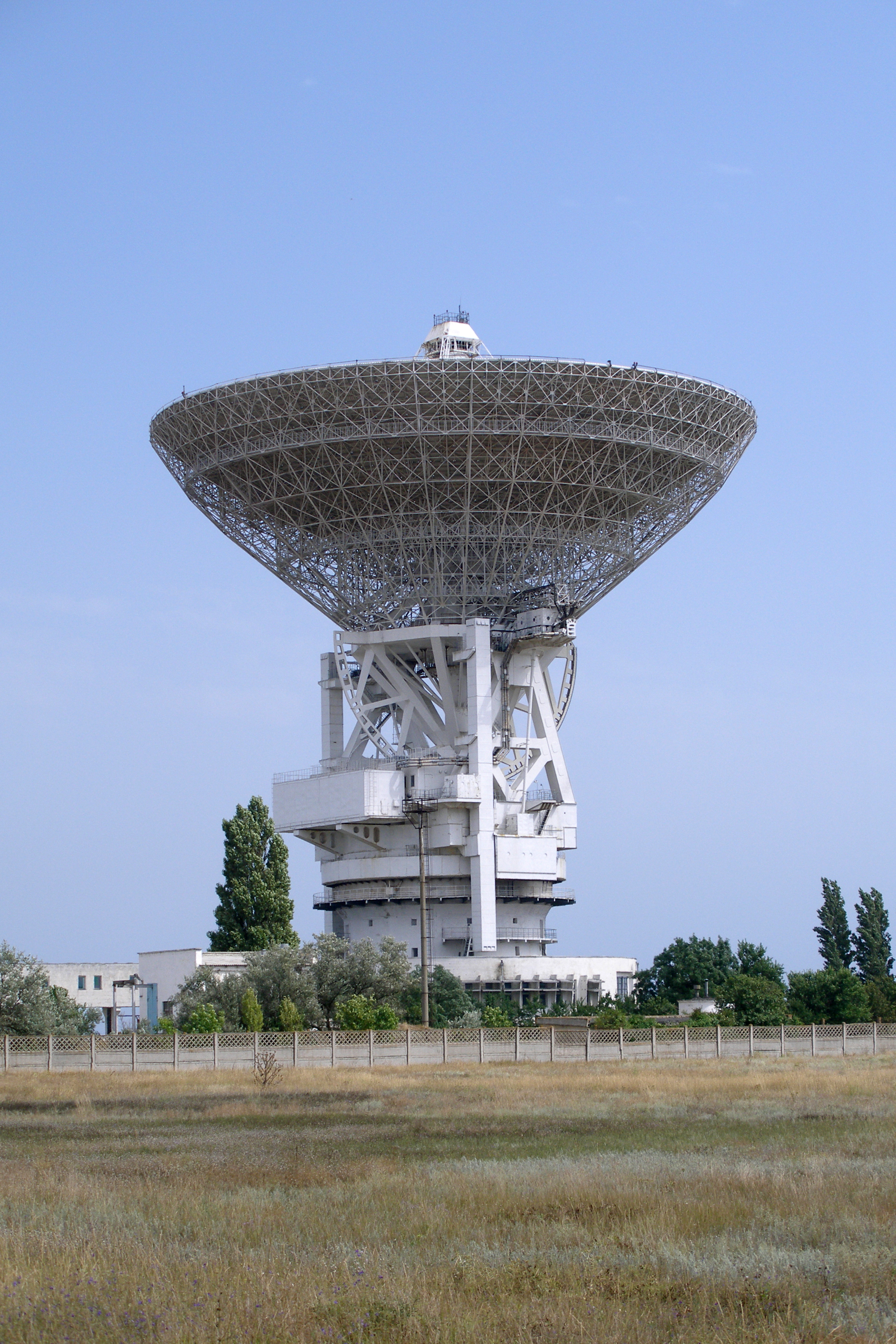
RT-70
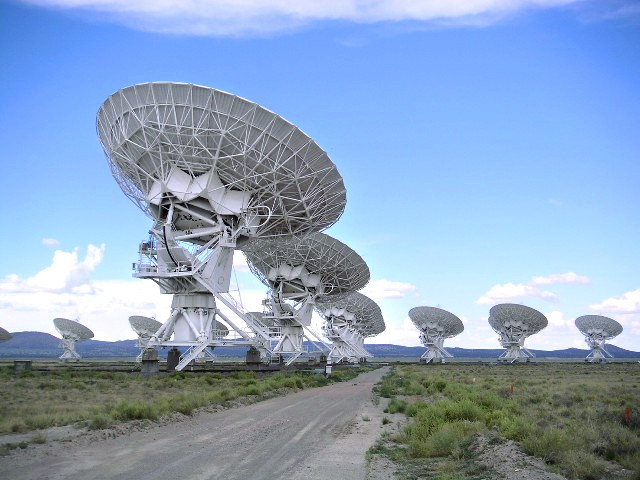
A VLA (Very Large Array)